# Maschinenbau Kiel
Maschinenbau Kiel GmbH fue una empresa que diseñó, fabricó y comercializó motores diésel marinos, locomotoras diésel y vehículos de oruga bajo la marca MaK. Estas tres divisiones fueron vendidas a diferentes compañía en los años 90: Siemens AG compró la división productora de locomotoras en 1992, que luego vendió a Vossloh en 1998 y Caterpillar compró la división productora de motores diésel marinos.
Tanto la división de motores diésel marinos de Caterpillar como Vossloh siguen operando en la ciudad de Kiel. Caterpillar sigue usando la marca MaK en sus productos. Ambas compañías son importantes empleadoras en la ciudad. 

## Historia

### Orígenes

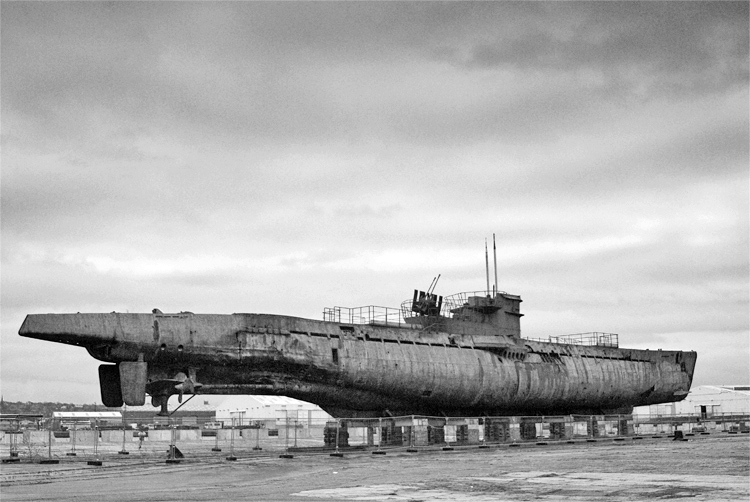
Submarino U-boot en Merseyside, Inglaterra

El origen de la compañía se remonta al año 1918. Debido a la limitación impuesta por el tratado de Versalles a la producción de armas en Alemania, las empresas especializadas en defensa buscaron otros mercados. Esto culminó en la fundación de Deutsche Weke AG, produciendo locomotoras diésel, barcos y armas de fuego. Durante la Segunda Guerra Mundial Deutsche Werke produjo submarinos U-boot y locomotoras para la Wehrmacht. El final de esta guerra no solo supuso la destrucción de muchas de la infraestructura de Kiel, sino la disolución de la compañía. Para evitar el total desmantelamiento de la compalía, la construcción de locomotoras y otras áreas comerciales se separararon de Deutsche Werke y se fundó Holsteinische Maschinenbau AG, que fue sucedida el 25 de mayo de 1948 por Maschinenbau Kiel.

## Después de la Segunda Guerra Mundial

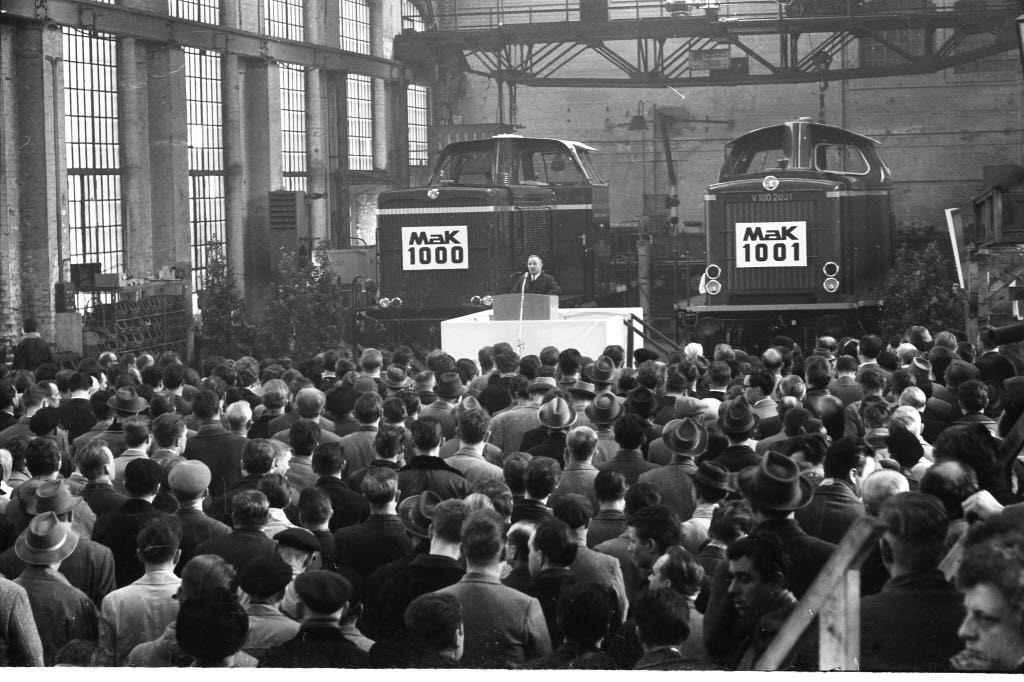
Entrega de las locomotoras diésel 1000 y 1001 por el propietario de MaK, Hugo Stinnes

Los primeros años, Maschinenbau Kiel se dedicó principalmente a la construcción de locomotoras como la WR 360 C14 en 1953. En 1954 se cambió la abreviatura de MAK a MaK tras una disputa con MAN. En 1959, fue adquirida por Bremer Atlas, causando la conversión de la empresa a una GmbH. El 7 de mayo de 1971, los primeros Marder fueron entregados al Ejército de Alemania Occidental. Se entregaron 2136 vehículos.
En 1964, MaK pasó a formar parte del grupo Krupp debido a la absorción de su empresa matriz. En 1990, la producción de los tanques Leopard 2 había finalizado, y no había certeza de futuos pedidos era incierta. Así, la producción de vehículos militares se organizó en una nueva empresa denominada MaK system GmbH, que fue adquirida por el fabricante de cañones Rheinmetall.

## Divisiones de la compañía

### Motores diésel
La división de motores diésel marinos se convirtió en Caterpillar Motoren GmbH & Co. KG en 1997 y ahora es una subsidiaria de Caterpillar Inc. Los motores siguen llevando el logotipo de MaK, por ejemplo en los cuatro motores del tipo MaK 9 M 43 C en el crucero AIDAdiva. Actualmente produce motores de propulsión de entre 1020 kW a 16 800 kW y generadores de entre 979 kWe a 16 111 kWe.

## Locomotoras

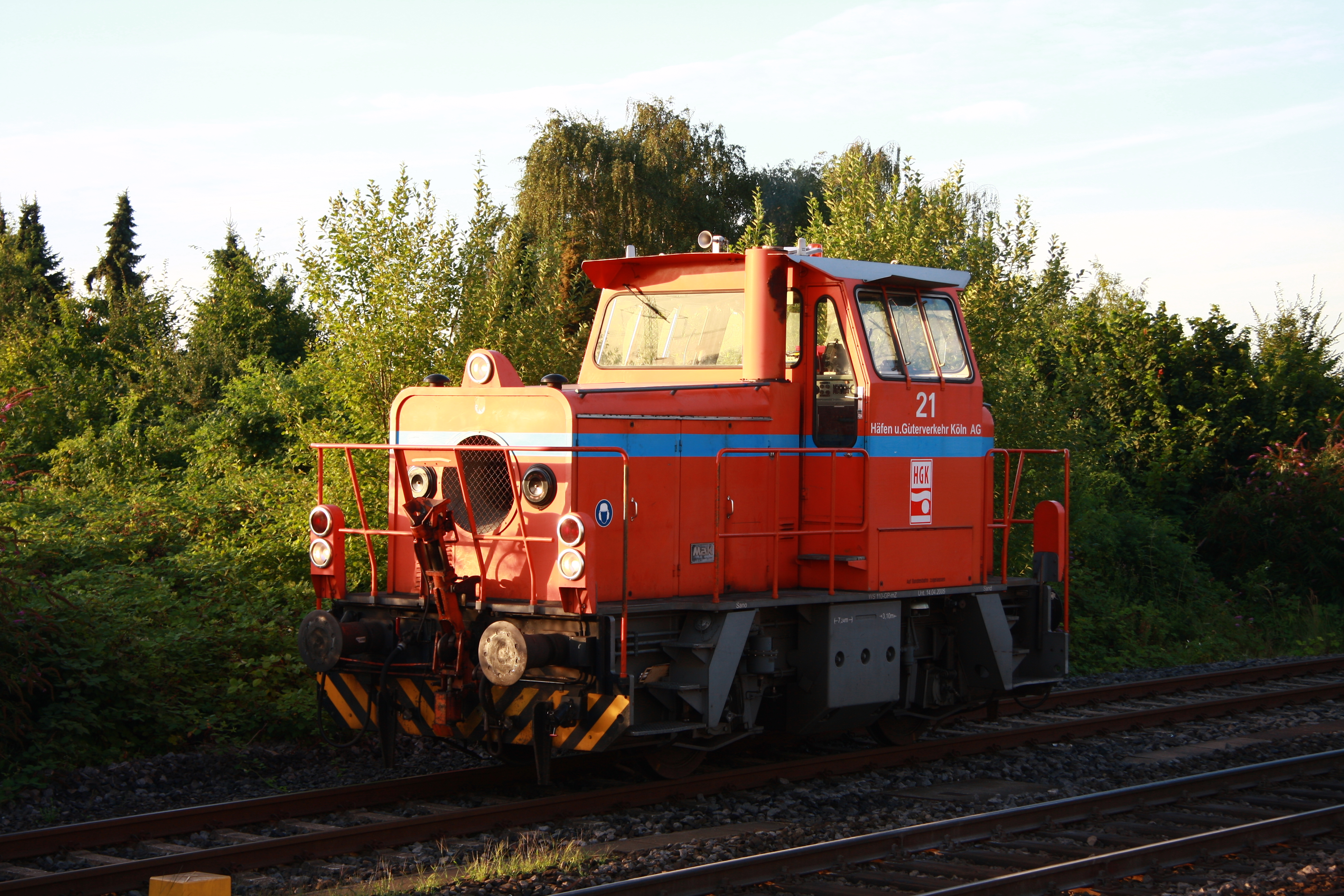
Locomotora MaK G 321 B

En los años 50 y 60, MaK construyó locomotoras de tipo biela con transmisión por árbol de levas para sustituir locomotoras a vapor. En los años 50 se fabricaron locomotoras para la Deutsche Bundesbahn: DB Class V 60, DB Class V 65, DB Class V 80. En el año 1965 se empezaron a fabricar locomotoras incorporando árboles de transmisión.
Durante los años 69 se fabricaron nuevas locomotoras para la Deutsche Bundesbahn como las Class V 290-296, DB Class V 100, DB Class V 200 y la DB Class V 160.
Un tercer programa de fabricación de locomotoras basados en los estándares Arbeitskreis Standard-Diesellok comenzó en 1979. Estos estándares requerían el uso de componentes intercambiables estándar. En el exterior, destacan ángulos rectos y acero plano, por motivos de coste. En el interior, se adoptaron motores más rápidos, fabricados por MTU Friedrichshafen como en los modelos MaK G 1201 BB y MaK / Vossloh G1206 (y otros modelos intermedios).
La compañía intentó incrementar su nicho de mercado en una situación económica difícil, usando componentes eléctricos fabricados por la compañía germanosuiza Brown, Boveri & Cie para fabricar modelos híbridos diésel-eléctricos. Algunos fueron exitosos, como el NS Class 6400 que vendió 120 unidades a la Nederlandse Spoorwegen.
En 1992 el nombre de la compañía pasó a ser Krupp Verkehrstechnik GmbH (debido a la incorporación de varias compañías dentro del grupo Krupp). En 1994, esta compañía se vendió a Siemens AG para formar parte de Siemens Mobility y en 1998 la fábrica en Kiel y la de Moers fue vendida a Vossloh AG, cambiando el nombre a Vossloh Schienenfahrzeugtechnik GmbH «VSFT» (Tecnología para vehículos ferroviarios Vossloh). Finalmente, en 2004, la compañía adoptó el nombre Vossloh Locomotives GmbH (Locomotoras Vossloh).